# Жданов, Николай Александрович
Никола́й Алекса́ндрович Жда́нов (1868—1928) — русский военачальник, генерал-майор.

## Биография
Родился 21 декабря 1867 года (2 января 1868 года по новому стилю) в православной семье.
Образование получил в Орловском Бахтина кадетском корпусе. В службу вступил 29 августа 1887 года.
Окончил 3-е военное Александровское училище (1889). Выпущен в 18-ю артиллерийскую бригаду. Позже служил в 38-й артиллерийской бригаде. Подпоручик (ст. 10.08.1889). Поручик (ст. 09.08.1892). Штабс-капитан (ст. 13.07.1897). Капитан (ст. 13.07.1901).
Окончил Николаевскую академию генерального штаба (1903; по 1-му разряду). Цензовое командование ротой отбывал в 263-м резервном Новобаязетском полку (18.10.1903—31.10.1904).
Участник русско-японской войны 1904—1905. Старший адъютант штаба 1-го кавалерийского корпуса (18.01.—19.05.1905). Обер-офицер для особых поручений при штабе 19-го армейского корпуса (19.05.1905—17.03.1906). Старший адъютант штаба войск Забайкальской области (17.03.1906-02.06.1908). Старший адъютант штаба 2-го Сибирского армейского корпуса (02.06.—19.11.1908). Штаб-офицер для поручений при штабе 2-го Сибирского армейского корпуса (19.11.1908—16.12.1911).
Подполковник (ст. 06.12.1908). Полковник (ст. 06.12.1911). Исполняющий должность начальника штаба 6-й Туркестанской стрелковой бригады (16.12.1911—01.02.1912). Начальник штаба Забайкальской стрелковой бригады (с 01.02.1912).
Участник Первой мировой войны. Командир 43-го Сибирского пехотного полка с 8 марта 1915 года. Начальник штаба 65-й пехотной дивизии с 1 июля 1916 года. Генерал-майор (пр. 1916; ст. 06.12.1916). Начальник штаба 16-й Сибирской стрелковой дивизии в июле 1917 года. Командующий 121-й пехотной дивизией с 7 августа 1917 года.
В армии Украинской Державы находился с 12 мая 1918 года. Генерал-хорунжий, командир бригады 13-й пешей дивизии 7-го Харьковского корпуса с 12 мая 1918 года (возможно, до 14.02.1919).
Добровольно вступил в РККА. Командовал 12-й армией с 14 февраля по 13 марта 1919 года. Включен в список Генштаба РККА от 15.07.1919. В списке Генштаба РККА от 07.08.1920 не значился. По некоторым данным, находился в Белой армии (Юг), затем — в эмиграции в Болгарии.
Умер в 1928 году в Казанлыке.
Был женат, по состоянию на 1911 год имел троих детей.

## Награды
- Награждён орденом Св. Георгия 4-й степени (31 июля 1917, за отличие в командовании 43-м Сибирским стрелковым полком) и Георгиевским оружием (20 августа 1916).
- Также награждён орденами Св. Станислава 3-й степени (1898); Св. Анны 3-й степени (1907); Св. Станислава 2-й степени (1908); Св. Владимира 4-й степени (1910); Св. Владимира 3-й степени (1913); Св. Анны 2-й степени с мечами (12.1914); мечи к ордену Св. Владимира 3-й степени (12.1914). Высочайшее благоволение (28.05.1915; за отличия в делах).